# Stabia Sporting Club 1922-1923
Questa pagina raccoglie i dati riguardanti lo Stabia Sporting Club  nelle competizioni ufficiali della stagione 1922-1923.

## Rosa
| N. |                   | Ruolo | Calciatore    |
| -- | ----------------- | ----- | ------------- |
|    | Italia (bandiera) | P     | Mario Beccaro |
|    | Italia (bandiera) | D     | Manfrenati    |
|    | Italia (bandiera) | D     | Passarini     |
|    | Italia (bandiera) | D     | Pastore       |
|    | Italia (bandiera) | D     | Laterza       |
|    | Italia (bandiera) | C     | Esposito (II) |
|    | Italia (bandiera) | C     | Sarcinelli    |
|    | Italia (bandiera) | C     | Esposito (I)  |

| N. |                   | Ruolo | Calciatore         |
| -- | ----------------- | ----- | ------------------ |
|    | Italia (bandiera) | A     | De Martino         |
|    | Italia (bandiera) | A     | Massa              |
|    | Italia (bandiera) | A     | Crippa             |
|    | Italia (bandiera) | A     | Angelo Maltagliati |
|    | Italia (bandiera) | A     | Coppola            |
|    | Italia (bandiera) | A     | Sorrentino         |
|    | Italia (bandiera) | A     | Gallino            |

## Risultati

### Prima Divisione

#### Girone campano

##### Girone di andata
| Castellammare di Stabia 19 novembre 1922 1ª giornata | Stabia           | 0 – 2 A tav. | Internaples | \| Arbitro: \| Comandini (Roma) \| |
| Arbitro:                                             | Comandini (Roma) |              |             |                                    |

| Arbitro: | Reichlin (Napoli) |

|                     |           |                                      |
| Bruna 6’ Cresta 90’ | Marcatori | 30’ Coppola 43’, 52’, 77’ De Martino |

| Castellammare di Stabia 3 dicembre 1922 3ª giornata | Stabia | 2 – 0 A tav. per forfait | Bagnolese |  |

| Arbitro: | Comandini (Roma) |

|                                  |           |                                |
| Ghisi I 32’, 47’ Bobbio 38’, 70’ | Marcatori | 49’ Coppola 79’ (aut.) Ardizzi |

| 17 dicembre 1922 5ª giornata |  | – Turno di riposo |  |  |

##### Girone di ritorno
| Arbitro: | Barionovi (Roma) |

|            |           |  |
| Sacchi 80’ | Marcatori |  |

| Arbitro: | Reichlin (Napoli) |

|                          |           |            |
| De Martino 43’ Massa 53’ | Marcatori | 12’ Cresta |

| Napoli 28 gennaio 1923 8ª giornata | Bagnolese | 0 – 2 A tav. per forfait | Stabia |  |

| Arbitro: | Ambrosini (Roma) |

|  |           |              |
|  | Marcatori | 55’ Ranghino |

| 13 marzo 1923 10ª giornata |  | – Turno di riposo |  |  |

## Statistiche

### Statistiche di squadra
| Competizione             | Punti | In casa | In casa | In casa | In casa | In casa | In casa | In trasferta | In trasferta | In trasferta | In trasferta | In trasferta | In trasferta | Totale | Totale | Totale | Totale | Totale | Totale | DR |
| Competizione             | Punti | G       | V       | N       | P       | Gf      | Gs      | G            | V            | N            | P            | Gf           | Gs           | G      | V      | N      | P      | Gf     | Gs     | DR |
| ------------------------ | ----- | ------- | ------- | ------- | ------- | ------- | ------- | ------------ | ------------ | ------------ | ------------ | ------------ | ------------ | ------ | ------ | ------ | ------ | ------ | ------ | -- |
| Prima Divisione-Campania | 8     | 4       | 2       | 0       | 2       | 4       | 4       | 4            | 2            | 0            | 2            | 8            | 7            | 8      | 4      | 0      | 4      | 12     | 11     | +1 |

### Statistiche dei giocatori
| Giocatore      | Prima Divisione | Prima Divisione |
| Giocatore      | Presenze        | Reti            |
| -------------- | --------------- | --------------- |
| M. Beccaro     | 6               | -9              |
| Coppola        | 6               | 2               |
| Crippa         | 1               | 0               |
| De Martino     | 6               | 4               |
| Esposito I     | 6               | 0               |
| Esposito II    | 6               | 0               |
| Gallino        | 2               | 0               |
| Laterza        | 2               | 0               |
| A. Maltagliati | 6               | 0               |
| Manfrenati     | 6               | 0               |
| Massa          | 6               | 1               |
| Passarini      | 3               | 0               |
| Pastore        | 1               | 0               |
| Sarcinelli     | 6               | 0               |
| Sorrentino     | 3               | 0               |